# Relictivomer pearsei
Relictivomer pearsei är en groddjursart som först beskrevs av Alexander Grant Ruthven 1914.  Relictivomer pearsei ingår i släktet Relictivomer och familjen Microhylidae. IUCN kategoriserar arten globalt som livskraftig. Inga underarter finns listade i Catalogue of Life.